# Gorban
Gorban is een Roemeense gemeente in het district Iași.
Gorban telt 2910 inwoners.